# Michael Lonsdale
Michael Lonsdale, született Michael Edward Lonsdale-Crouch (Párizs, 1931. május 24. – Párizs, 2020. szeptember 21.) César-díjas francia színész.

## Fontosabb filmjei
Mozifilmek
- A hazug lány (Adorable menteuse) (1962)
- A per (Le procès) (1962)
- Párizs ég? (Paris brûle-t-il?) (1966)
- Elbűvölő szélhámos (L’homme à la Buick) (1968)
- A menyasszony feketében volt (La mariée était en noir) (1968)
- Lopott csókok (Baisers volés) (1968)
- Heves jeges (Hibernatus) (1969)
- Szívzörej (Le souffle au coeur) (1971)
- A rend gyilkosai (Les assassins de l’ordre) (1971)
- Volt egyszer egy zsaru (Il était une fois un flic…) (1972)
- A vénlány (La vieille fille) (1972)
- A sakál napja (The Day of the Jackal) (1973)
- A nagy érzelmektől jókat lehet zabálni (Les grands sentiments font les bons gueuletons) (1973)
- A szabadság fantomja (Le fantôme de la liberté) (1974)
- Galilei élete (Galileo) (1975)
- Hajtóvadászat (La traque) (1975)
- Egy romantikus angol nő (The Romantic Englishwoman) (1975)
- Az akasztanivaló bolond nő (Folle à tuer) (1975)
- Tojásrántotta (Les oeufs brouillés) (1976)
- Klein úr (Mr. Klein) (1976)
- Lidércnyomás (L’imprécateur) (1977)
- Átjáró (The Passage) (1979)
- Moonraker – Holdkelte (Moonraker) (1979)
- Tűzszekerek (Chariots of Fire) (1981)
- A pajzán Dagobert király (Le bon roi Dagobert) (1984)
- A Holcroft egyezmény (The Holcroft Covenant) (1985)
- A rózsa neve (Der Name der Rose) (1986)
- Woyzeck (1993)
- Napok romjai (The Remains of the Day) (1993)
- Jefferson Párizsban (Jefferson in Paris) (1995)
- Nelly és Arnaud úr (Nelly & Monsieur Arnaud) (1995)
- Legyen világosság! (Que la lumière soit) (1998)
- Ronin (1998)
- A majmok kastélya (Le château des singes) (1999, hang)
- Színészek (Les acteurs) (2000)
- A sárga szoba rejtélye (Le mystère de la chambre jaune) (2003)
- Elszállt szerelem (Bye Bye Blackbird) (2005)
- A kedves lány (Gentille) (2005)
- A fekete nő illata (Le parfum de la dame en noir) (2005)
- München (Munich) (2005)
- Goya kísértetei (Goya’s Ghosts) (2006)
- Az utolsó úrnő (Une vieille maîtresse) (2007)
- Lucky Luke – Irány a vadnyugat (Tous à l’Ouest: Une aventure de Lucky Luke) (2007, hang)
- Emberek és istenek (Des hommes et des dieux) (2010)
- Hitler Hollywoodban (Hitler à Hollywood) (2010)
- A kartondoboz falu (Il villaggio di cartone) (2011)

Tv-filmek
- Kötelező kikötő (Escale obligatoire) (1962)
- Antoine Bigut elrablása (L'enlèvement d'Antoine Bigut) (1964)
- Képzelt beteg (Le malade imaginaire) (1971)
- A század gyermekének vallomása (La confession d'un enfant du siècle) (1974)
- A bunker (The Bunker) (1981)
- Smiley népe (Smiley's People) (1982)
- A titkos fiók (Le tiroir secret) (1986–1987)
- A karvaly csendje (Le silence de l'épervier) (2008)

## Díjai
- César-díj a legjobb mellékszereplő színésznek (2011)